# Бакіров Віль Савбанович
Віль Савбанович Бакіров (нар. 8 червня 1946, Уфа) — український соціолог, голова вченої ради Харківського національного університету імені Василя Каразіна, завідувач кафедри прикладної соціології та соціальних комунікацій, доктор соціологічних наук, професор. Академік НАН України (2012) та член-кореспондент НАПН України (2006). Академік АН ВШ України (2008).

## Біографія
Народився у місті Уфа. Дитинство і юність пройшли в місті Житомир.
Закінчив у 1970 році Харківський юридичний інститут, у 1976 р. — аспірантуру Харківського державного університету. Захистив кандидатську дисертацію «Соціальний контроль як регулятор суспільних відносин» у 1976 році і докторську дисертацію «Ціннісна свідомість як об'єкт соціологічного аналізу (проблеми теорії та методології)» у 1991 році.
Протягом 1972—1982 рр. працював у Харківському інституті радіоелектроніки.
З 1982 працює у Харківському національному університеті імені В. Н. Каразіна.
Читав лекції в Болонському (1993) і Падуанському (1994) університетах.
У 1994—1995 рр. стажувався в Каліфорнійському університеті (Сан-Дієго).
У 1998 — 2021 рр. обіймав посаду ректора ХНУ імені В. Н. Каразіна.
Наукові напрями — загальна соціологія, соціологія освіти, економічна та політична соціологія.
Наукові дослідження веде в галузі теоретико-методологічних проблем освіти і виховання, культурних і інституціональних змін пострадянської України, тенденцій розвитку університетської освіти в контексті глобалізаційних і постіндустріальних викликів. Автор і співавтор близько 200 наукових праць.
Президент Соціологічної Асоціації України, член Комітету з державних премії України в галузі науки і техніки, Президент Малої Академії наук Харківської області. Член Національної спілки журналістів України, член Національної спілки художників України.

## Відзнаки

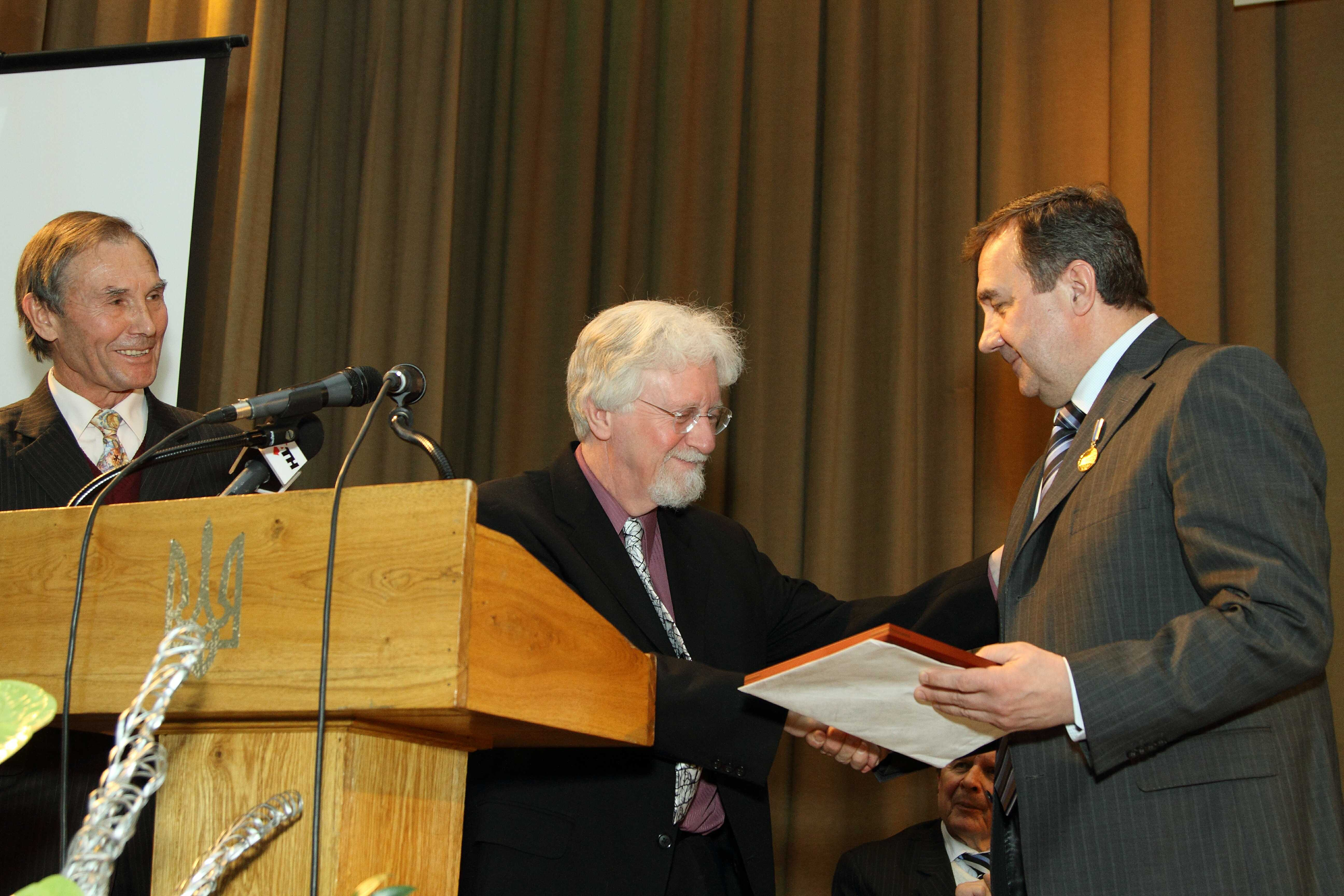
Американський астроном Едвард Бовелл вручає Вілю Бакірову свідоцтво про присвоєння відкритому ним астероїду назви 18731 Вільбакіров

- Почесний громадянин міста Харкова і Харківської області
- На його честь названо астероїд № 18731 «VilBakirov»[2].
- Лауреат державної премії України в галузі науки і техніки за роботу «Цивілізаційний вибір України і соціальний прогрес»[3].
- Лауреат Премії імені Петра Тронька 2017 року[4].